# 普羅克特 (明尼蘇達州)
普羅克特（英語：Proctor）是一個位於美國明尼蘇達州聖路易斯縣的城市。

## 人口
根據2020年美國人口普查的數據，普羅克特的面積為8.71平方千米，皆為陸地。當地共有人口3120人，而人口密度為每平方千米358人。